# Kerstin Westphal
Kerstin Westphal, née le 11 septembre 1962 à Hambourg, est une femme politique allemande.